# Rondoniaovivo
O Rondoniaovivo (Rondônia ao vivo) é um jornal eletrônico em tempo real brasileiro, sediado em Rondônia, um dos pioneiros em jornalismo online no estado, Foi criado em Porto Velho em 1 de janeiro de 2005 pelo jornalista Paulo Andreoli.

## História
O Rondoniaovivo foi lançado em 2005 por quatro alunos de comunicação social da Faro – Faculdade de Rondônia.[carece de fontes?] Na época, o jornalismo online ainda era muito novo e se apresentava como uma alternativa de baixo custo em comparação aos veículos de comunicação tradicionais (jornal impresso, televisão e rádio).
No início com a internet discada, o pouco uso da rede pela população e o desconhecimento do potencial mercado publicitário digital por parte do empresariado transformaram os primeiros anos num exercício de resiliência.
Desde 2005, os meios de transmissão avançaram muito. A possibilidade de se fazer uma transmissão ao vivo do local do fato via diversas plataformas facilitou e deu mais interação com o internauta.
Atualmente, a empresa se consolidou contando dezenas de colaboradores, espalhados por todo o Brasil, sendo líder de audiência dentro do estado de Rondônia.

## Prêmios
Prêmio Ministério Público do Estado de Rondônia de Jornalismo
| Ano  | Obra | Autor(es)                             | Resultado |
| ---- | --- | ------------------------------------- | --------- |
| 2014 | Especial – A história de Chico, o cidadão que conseguiu economizar quase R$ 1 bilhão para o Estado de Rondônia | Paulo Andreoli e João Paulo Prudêncio | Venceu    |
| 2017 | Especial: Fraude no Colégio Tiradentes e atuação do MPRO                                                       | Paulo Andreoli                        | Venceu    |
| 2019 | Em Busca do Lar                                                                                                | José Cicero Dutra de Moura            | Venceu    |
| 2021 | OMISSÃO: Animais de rua sofrem com falta de ações dos poderes públicos                                         | Felipe Corona                         | Venceu    |
| 2022 | História: Porto Velho comemorará 110 anos da Estrada de Ferro Madeira-Mamoré, fechada?                         | Rodrigo Moraes                        | 3º Lugar  |

Prêmio iBest
| Ano  | Título | Descrição |
| ---- | ------ | --- |
| 2006 | TOP 3  | O iBest, realizador do Prêmio 2006, confere a Rondoniaovivo.com o título de TOP3 - um dos três melhores websites do Brasil - na categoria iBest Regional - Rondônia segundo a Votação Popular, em reconhecimento à excelência em conteúdo, design e navegabilidade apresentados. |